# Sotto il Monte Giovanni XXIII
Sotto il Monte Giovanni XXIII (lombardul: Sóta 'l Mut) település Olaszországban, Lombardia régióban, Bergamo megyében. Lakosainak száma 4368 fő (2023. január 1.). Sotto il Monte Giovanni XXIII Ambivere, Carvico, Mapello, Pontida és Terno d’Isola községekkel határos.

## Népesség
A település lakossága az elmúlt években az alábbi módon változott:
| Lakosok száma | 4503 | 4505 | 4368 |
|               | 2017 | 2018 | 2023 |